# Duet (videogioco 1987)
Duet è un videogioco sparatutto a scorrimento militare pubblicato nel 1987 per Amstrad CPC, Commodore 64 e ZX Spectrum dalla Hit-Pak, etichetta della Elite Systems dedicata alle raccolte. Pubblicizzato inizialmente come pubblicazione autonoma nel 1986, con il titolo Commando 86, cambiò poi titolo in Duet (per ZX Spectrum prese temporaneamente anche il titolo Commando 87 nel 1987) e uscì infine soltanto all'interno della raccolta 6-Pak.
Inizialmente rappresentava un seguito non ufficiale di Commando, le cui conversioni per computer europee erano state pubblicate dalla Elite Systems, e aveva un logo simile. Il gioco in realtà è una variante di Gauntlet. Il titolo Duet ("duetto") si riferisce alla presenza del multigiocatore, assente in Commando.

## Modalità di gioco
Il gioco si svolge su labirinti con pareti di vegetazione, con visuale dall'alto e scorrimento multidirezionale. Il giocatore controlla un soldato a piedi con fucile, oppure due giocatori controllano due soldati in modalità cooperativa simultanea. Si può correre e sparare in tutte le otto direzioni. I nemici sono soldati con fucile e carri armati che, come in Gauntlet, sbucano fuori da diversi punti di generazione, che possono essere anch'essi distrutti dal giocatore.
Lo scopo di ogni livello è trovare e raccogliere dei documenti e infine raggiungere l'uscita.
Almeno in versione Spectrum, ci sono 20 livelli, tutti su aree rettangolari orizzontali della stessa dimensione, con lo stesso stile grafico, e con forma del labirinto sempre diversa.
Diversi altri oggetti bonus e power-up si possono raccogliere, tra cui tronchesi che permettono di abbattere alcune pareti di filo spinato, scudi protettivi, pistole che potenziano l'arma e ricariche dell'energia vitale.
Le versioni Amstrad e Spectrum sono quasi identiche nella schermata di gioco, con visuale monocromatica.

## Colonna sonora
Il tema musicale, presente solo su Commodore 64 e Amstrad CPC e solo nei titoli, composto da Mark Cooksey, si basa non ufficialmente su Tubular Bells, parte 1.

## Accoglienza
Duet si fece notare per la bassa qualità, soprattutto di grafica e sonoro. Venne visto come un tentativo di sfruttare la popolarità di Commando e di Gauntlet con un prodotto economico. Secondo la rivista Tilt di maggio 1988 era il peggior clone di Gauntlet all'epoca.